# Erol Dora
Erol Dora (Silopi, 2 februari 1964) is advocaat en Turkse parlementariër van Aramese komaf. Hij is bekend om zijn inzet voor minderheidsgroepen zoals Christenen in Turkije.